# Pierre Niney
Pierre Niney (* 13. března 1989 Boulogne-Billancourt) je francouzský divadelní a filmový herec a režisér.

## Životopis
Narodil se do rodiny profesora dokumentárního filmu Françoise Nineyho a jeho ženy, která pracovala jako autorka manuálů ohledně volného času. Vyrůstal vedle svých dvou sester, z nichž je jedna o pět let starší než on. Vystudoval gymnázium Claude-Monet a získal bakalářský titul ve specializaci na divadlo. Poté spolupracoval s divadelní společností Compagnie Pandora a pracoval s Brigitte Jaques-Wajeman a François Regnaultem. Následně byl přijat do divadelní školy Cours Florent, kde strávil dva roky a poté se učil na Národní konzervatoři v Paříži.
Dne 16. října 2010 byl přijat do Comédie-Française a ve věku osmadvaceti let se tak stal nejmladším členem této skupiny.
Je to právě divadlo, ve kterém se poprvé projevil jako komik, hrál pod vedením Julie Brochen v pařížské La Cartoucherie, Vladimira Pankova v moskevském Mejercholdově divadle či Emmanuela Demarcy-Moty. Začal se objevovat v televizních filmech a postupně získával i menší role ve filmu, například v LOL, Armádě zločinu či ve filmu Láska s vůní čokolády, kde hrál vedle Benoît Poelvoorda a Isabelle Carré.
V roce 2012 byl nominován na cenu César v kategorii nejslibnějšího herec za výkon ve filmu J'aime regarder les filles a následující rok za film Comme des frères. Dne 15. ledna 2015 odešel z Comédie Française.
Byl vybrán pro ztvárnění titulní role do filmu Yves Saint Laurent, kde se objevil po boku Guillauma Gallienna a Charlotte Le Bon. Za ztvárnění této role získal Césara pro nejlepšího herce a také Cenu Patricka Dewaere. Ziskem Césara pro nejlepšího herce se stal nejmladším hercem, který v této kategorii cenu získal. Po předávání ohlásil, že následně bude točit film Příslib úsvitu podle stejnojmenné knihy Romaina Garyho, v hlavní roli s Charlotte Gainsbourg (film měl premiéru v roce 2017).
Jeho partnerkou je australská herečka Natasha Andrews. Mají spolu dvě dcery, narozené v letech 2017 a 2019.

## Filmografie

### Film
| Rok  | Název filmu                            | Role               |
| ---- | -------------------------------------- | ------------------ |
| 2008 | Je nám osmnáct                         | Loïc               |
| 2009 | Réfractaire                            | Armand             |
| 2009 | LOL                                    | Julien             |
| 2009 | Armáda zločinu                         | Henri Keltekian    |
| 2010 | La Fonte des glaces                    | Gabriel            |
| 2010 | Láska s vůní čokolády                  | Ludo               |
| 2010 | Druhý svět                             | Yann               |
| 2011 | Sněhy Kilimandžára                     | číšník             |
| 2011 | J'aime regarder les filles             | Primo              |
| 2012 | Comme des frères                       | Maxime             |
| 2013 | 20 ans d´écart                         | Balthazar          |
| 2014 | Yves Saint Laurent                     | Yves Saint-Laurent |
| 2015 | Pan Bezchybný                          | Mathieu Vasseur    |
| 2016 | Bláznivá pětka                         | Samuel             |
| 2016 | Odysea                                 | Philippe Cousteau  |
| 2016 | Altamira                               | Paul Ratier        |
| 2016 | Frantz                                 | Adrien             |
| 2017 | Příslib úsvitu                         | Romain Gary        |
| 2018 | Zkouška ohněm                          | Franck Pasquier    |
| 2019 | Dvě já                                 | Mathieu Bernard    |
| 2021 | OSS 117: Alerte rouge en Afrique noire | Serge              |
| 2021 | Pád letu A800                          | Mathieu Vasseur    |
| 2021 | Milenci                                | Simon              |
| 2022 | Goliath                                | Mathias            |
| 2022 | Mascarade                              | Adrien             |
| 2024 | Hrabě Monte Christo                    | Edmond Dantès      |

### Televize
| Rok       | Název pořadu                | Role             |
| --------- | --------------------------- | ---------------- |
| 2006      | Paní z Izieu                | Théo Reis        |
| 2009      | Folie douce                 | Arnaud           |
| 2010      | Marion Mazzano              | Yann Vérac       |
| 2010      | Les Diamants de la victoire | Boivin de Bièvre |
| 2012      | Very Bad Blagues            |                  |
| 2013-2015 | Casting(s)                  |                  |
| 2020      | La Flamme                   | Bruno Juiphe     |

### Jako režisér
| Rok  | Název        | Poznámky            |
| ---- | ------------ | ------------------- |
| 2013 | Pour le rôle | krátkometrážní film |
| 2013 | Casting(s)   | televizní seriál    |

## Divadlo

### Mimo Comédie-Française
- 2007-2008: Marina Cvětajevová: Synovi, režie Vladimir Pankov a Lucie Berelowitsch
- 2007-2008: Jean-Luc Lagarce: Paroles d'acteurs, Variations, režie Julie Brochen
- 2008-2010: Fabrice Melquiot: Wanted Petula, režie Emmanuel Demarcy-Mota
- 2009: Marguerite Duras: Agatha, režie Charlotte Bucharles
- 2009–2010: Ivan Vyrypajev: Juillet, režie Lucie Berelowitsch
- 2009 a 2012: Pierre Niney: Si près de Ceuta – vlastní divadelní hra, sám ji napsal a režíroval
- 2010: Fabrice Melquiot: Bouli Année Zéro, režie Emmanuel Demarcy-Mot

### Comédie-Française
Dne 16. října 2010 vstoupil do Comédie-Française
- 2010: Georges Feydeau: Taková ženská na krku, role Emil, režie Jérôme Deschamps
- 2011: William Shakespeare: Veselé paničky windsorské, role Fenton, režie Andrés Lima
- 2011: Bertolt Brecht: Třígrošová opera, role Robert, režie Laurent Pelly
- 2011: Pierre Carlet de Chamblain de Marivaux: Hra lásky a náhody, role Mario, režie Galin Stoev
- 2012: Jean-René Lemoine: Erzuli Dahomey, déesse de l'amour, role Frantz, režie Éric Génovèse
- 2012: Christophe Barbier: Une histoire de la Comédie-Française, role Dvacáté století, režie Muriel Mayette
- 2012-2014: Eugène Labiche: Slaměný klobouk, role Fadinard, režie Giorgio Barberio Corsetti
- 2013: Jean Racine: Faidra, role Hippolytos, režie Michael Marmarinos